# Eufor Tchad/RCA
European Union Force Chad/CAR, (även Eufor Tchad/RCA efter den franska benämningen) är Europeiska unionens insats i Tchad och Centralafrikanska Republiken.
Sverige bidrog med cirka 200 soldater genom förbandet TD01.

## Camp Europa
Styrkans huvuddel var förlagd på Camp Europa utanför N'Djamena.

## Externa länkar

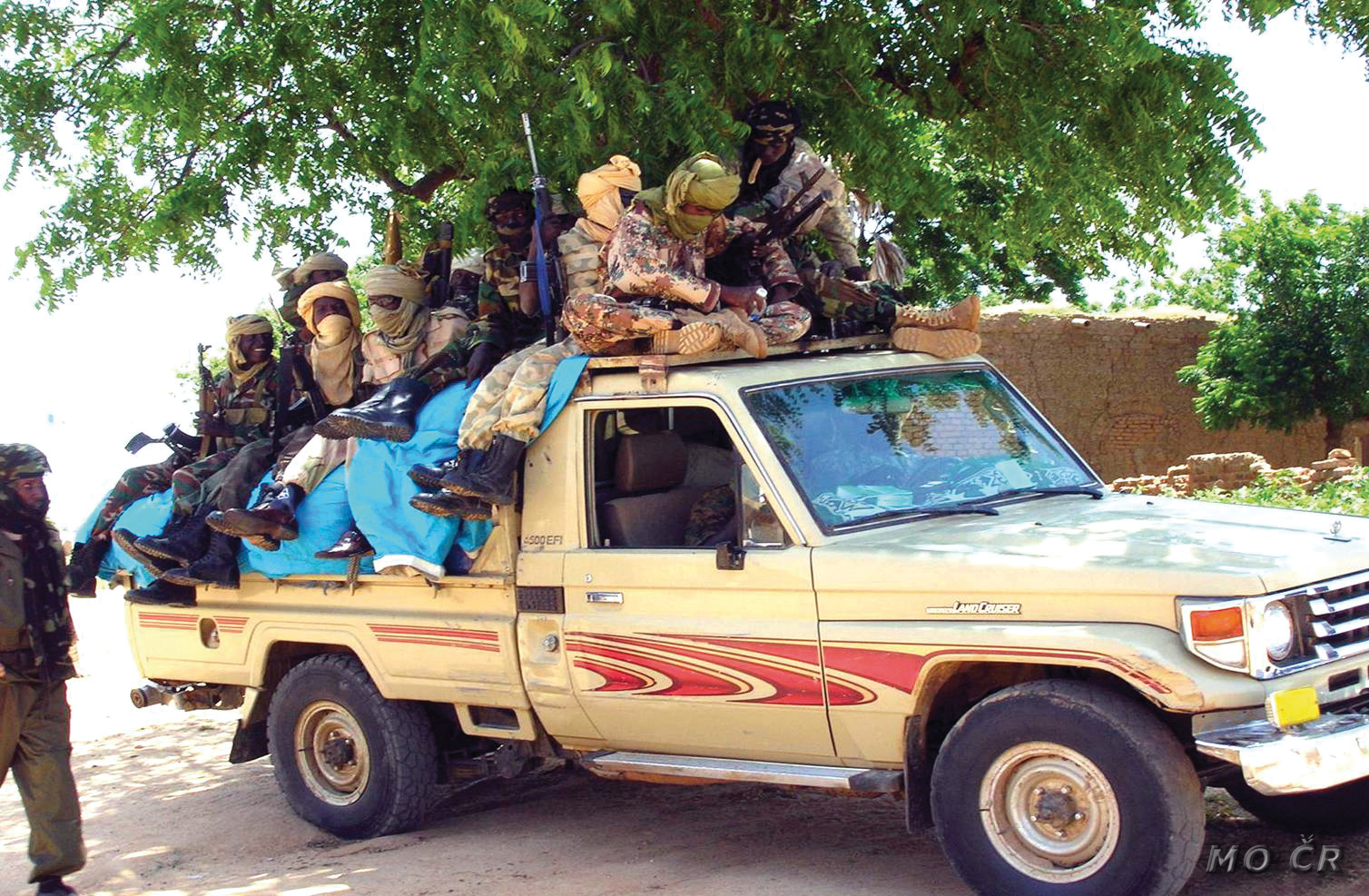